# Under the Big Black Sun
Under the Big Black Sun är ett musikalbum av X lanserat 1982 på Elektra Records. Albumet producerades av Ray Manzarek. Det fick bra kritik i musikpressen och nådde plats 76 på Billboard 200-listan, vilket också innebar deras högsta albumplacering i USA.

## Låtlista
(låtar utan angiven upphovsman av John Doe och Exene Cervenka)
1. "The Hungry Wolf" – 3:45
2. "Motel Room in My Bed" – 2:32
3. "Riding with Mary" – 3:40
4. "Come Back to Me" – 3:43
5. "Under the Big Black Sun" – 3:23
6. "Because I Do" – 2:21
7. "Blue Spark" – 2:06
8. "Dancing with Tears in My Eyes" (Al Dubin & Joe Burke) – 2:20
9. "Real Child of Hell" – 2:59
10. "How I (Learned My Lesson)" – 2:12
11. "The Have Nots" – 4:44